# Ustaši
Ustaši so bili Hrvati, ki so se bojevali proti vdoru Osmanov od 14. do 16. stoletja. Pogosteje pa se izraz »ustaši« navezuje na pripadnike hrvaškega nacionalističnega gibanja z začetkom okoli leta 1930, katerega vodja je bil Ante Pavelić. Poimenovanje izvira iz hrvaške besede ustati, ki pomeni vstati.

## Zgodovina
Izvor gibanja sega v leto 1861, s Hrvatsko Stranko Prava (HSP) pod vodstvom Anteja Starčevića. V 20. letih ga je nasledil Ante Pavelić, ki se je kmalu povezal z italijanskimi fašisti. Pavelić je nasprotoval komunizmu in kapitalizmu, agresivnost in celo terorizem so se stopnjevali. Leta 1929 po državnem udaru Aleksandra I. je celotna stranka HSP vključno s Pavelićem emigrirala v sosednje države (Italija, Avstrija, Nemčija, Madžarska). Tam so organizirali velike propagandne akcije za Hrvate po vsej Evropi, v zameno pa so bili financirani s strani Mussolinija, ki jim je priskrbel tudi azil in nekaj taborišč za urjenje vojakov. Mussolinijev glavni cilj je bil destabilizirati in porušiti novonastalo jugoslovansko državo. Od tukaj naprej lahko govorimo o ustaškem gibanju.
Kasneje so se bolj povezali s Hitlerjem, saj so videli, da bodo pri njem dobili več podpore (tako so leta 1934 organizirali atentat na kralja Aleksandra I.). Med 2. svetovno vojno so s podporo nacionalistov, italijanskih fašistov in nemških nacistov postali edina dovoljena stranka na Hrvaškem in ustanovili Neodvisno Državo Hrvaško. V tem obdobju so izvedli masovne pokole na celotnem ozemlju, v katerih naj bi ubili skupaj več sto tisoč Srbov, Romov, Judov, homoseksualcev in političnih nasprotnikov. Njihov glavni nasprotnik so bili Srbi. Ustanovili so takrat edino koncentracijsko taborišče namenjeno za otroke.
Ustaši so četrti okupator slovenskega ozemlja. Pri delitvi slovenskega ozemlja je pod nadzor Neodvisne države Hrvaške  prišlo pet slovenskih naselij: Bregansko selo (današnja Slovenska vas), Nova vas pri Bregani (današnja Nova vas pri Mokricah), Jesenice na Dolenjskem, Obrežje in Čedem. Na omenjenih področjih, ki so zavzemala okoli 20 kvadratnih kilometrov, je v tistem času živelo približno 800 ljudi.
Ko so leta 1945 zavezniki skupaj s Titom prodirali na njihovo ozemlje, so se ustaši umaknili v Avstrijo. Po vojni je Vatikan podprl beg ustašev, ki so se v večini skrili po Avstriji. Tudi Pavelić je preživel nekaj let v nekem avstrijskem samostanu, nato pa se je preko Italije preselil v Argentino.